# NHL Entry Draft 2015
NHL Entry Draft 2015 – 53. draft w historii odbył się 26–27 czerwca 2015 w hali BB&T Center w Sunrise (Stany Zjednoczone).
Wśród 14 drużyn, które nie awansowały do play-off 18 kwietnia 2015, w losowaniu poprzedzającym draft, wybrane zostały drużyny mające pierwszeństwo naboru. Pierwszeństwo wylosowała drużyna Edmonton Oilers. Na kolejnych miejscach znalazły się Buffalo Sabres i Arizona Coyotes.
W drafcie mogli uczestniczyć zawodnicy urodzeni pomiędzy 1 stycznia 1995 a 15 września 1997 oraz niedraftowani hokeiści urodzeni poza Ameryką Północną w roku 1994. Ponadto zawodnicy urodzeni po 30 czerwca 1995, którzy byli draftowani w 2013 ale nie podpisali kontraktu z drużynami NHL mogli uczestniczyć w drafcie ponownie.
8 kwietnia 2015 NHL Central Scouting ogłosił listę najbardziej perspektywicznych zawodników z Ameryki Północnej oraz Europy. Na czele listy znaleźli się Kanadyjczyk Connor McDavid i Fin Mikko Rantanen.
W drafcie wybranych zostało 211 graczy z 13 krajów. Poza Kanadą (80 zawodników) i Stanami Zjednoczonymi (54) najwięcej graczy pochodziło ze Szwecji (20), Rosji (17) i Finlandii (13).

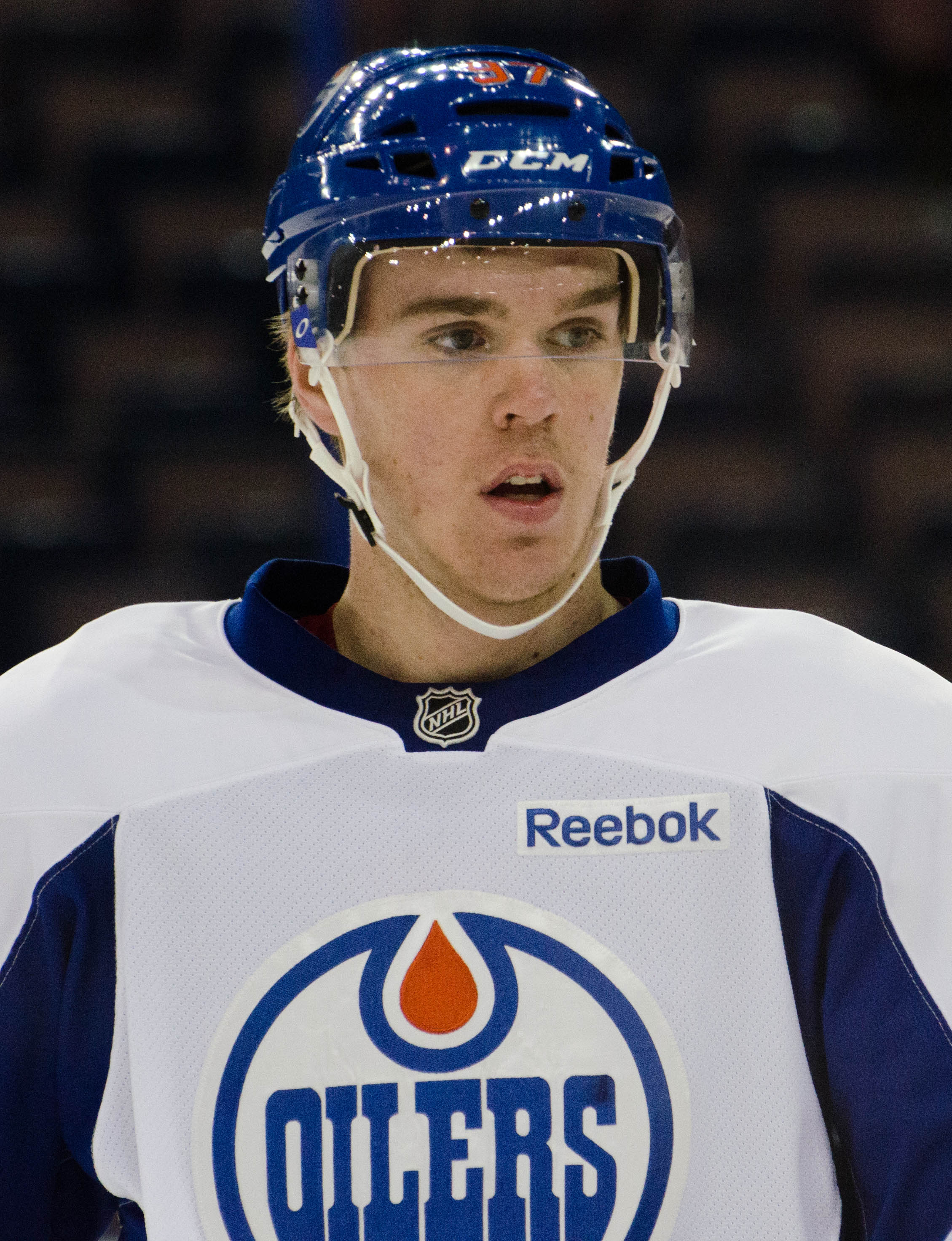
Connor McDavid – wybrany z numerem 1 przez Edmonton Oilers

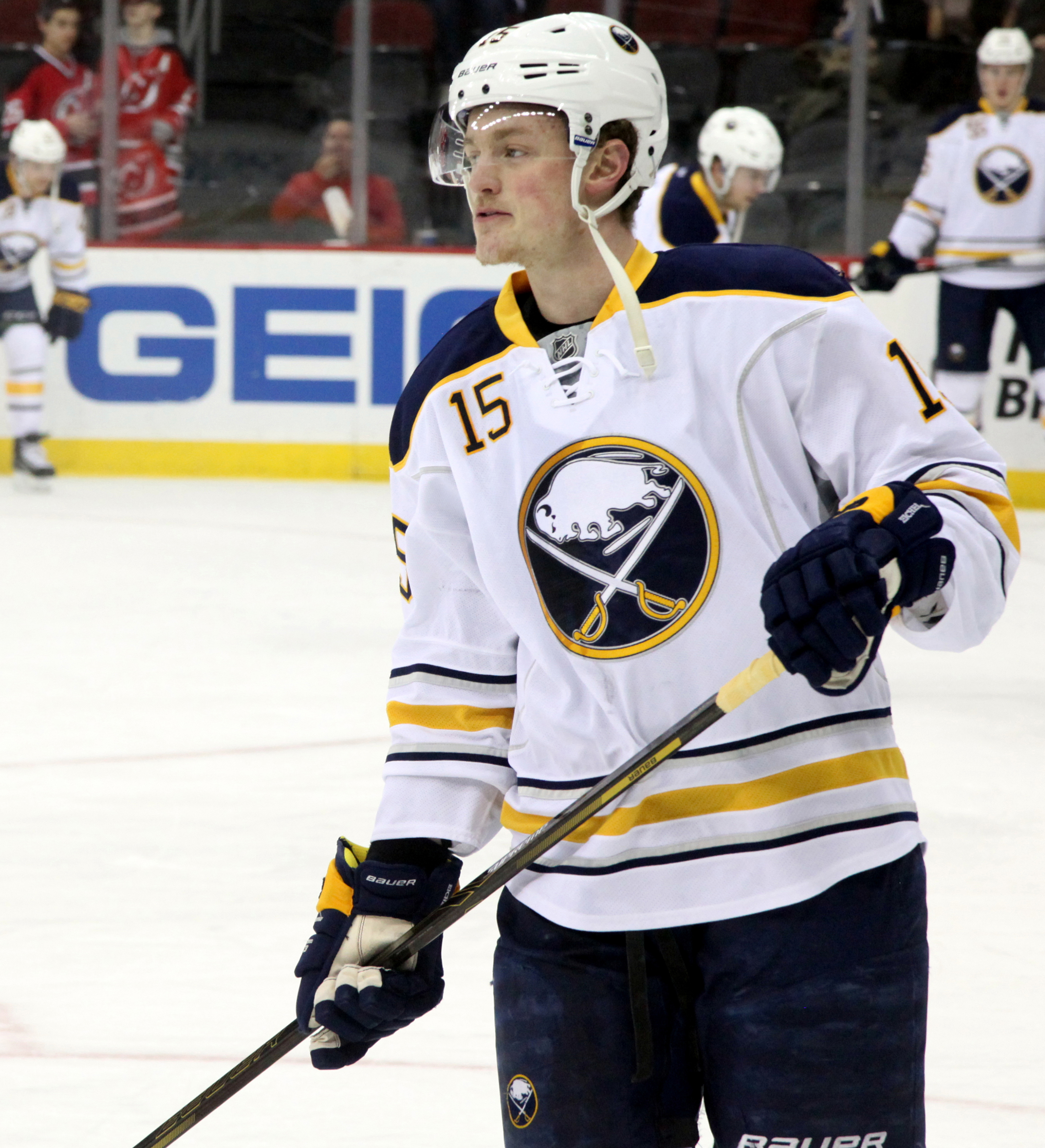
Jack Eichel – wybrany z numerem 2 przez Buffalo Sabres

## Runda 1
| #  | Zawodnik              | Pozycja         | Drużyna NHL                           | Klub macierzysty                         |
| -- | --------------------- | --------------- | ------------------------------------- | ---------------------------------------- |
| 1  | Connor McDavid        | Środkowy        | Edmonton Oilers                       | Erie Otters (OHL)                        |
| 2  | Jack Eichel           | Środkowy        | Buffalo Sabres                        | Boston University Terriers (Hockey East) |
| 3  | Dylan Strome          | Środkowy        | Arizona Coyotes                       | Erie Otters (OHL)                        |
| 4  | Mitchell Marner       | Środkowy        | Toronto Maple Leafs                   | London Knights (OHL)                     |
| 5  | Noah Hanifin          | Obrońca         | Carolina Hurricanes                   | Boston College Eagles (Hockey East)      |
| 6  | Pavel Zacha           | Środkowy        | New Jersey Devils                     | Sarnia Sting (OHL)                       |
| 7  | Iwan Proworow         | Obrońca         | Philadelphia Flyers                   | Brandon Wheat Kings (WHL)                |
| 8  | Zach Werenski         | Obrońca         | Columbus Blue Jackets                 | Michigan Wolverines (Big Ten)            |
| 9  | Timo Meier            | Prawoskrzydłowy | San Jose Sharks                       | Halifax Mooseheads (QMJHL)               |
| 10 | Mikko Rantanen        | Prawoskrzydłowy | Colorado Avalanche                    | TPS (Liiga)                              |
| 11 | Lawson Crouse         | Lewoskrzydłowy  | Florida Panthers                      | Kingston Frontenacs (OHL)                |
| 12 | Dienis Gurianow       | Prawoskrzydłowy | Dallas Stars                          | Łada Togliatti (KHL)                     |
| 13 | Jakub Zbořil          | Obrońca         | Boston Bruins (za Kings)1             | Saint John Sea Dogs (QMJHL)              |
| 14 | Jake DeBrusk          | Lewoskrzydłowy  | Boston Bruins                         | Swift Current Broncos (WHL)              |
| 15 | Zachary Senyshyn      | Prawoskrzydłowy | Boston Bruins (za Flames)2            | Sault Ste. Marie Greyhounds (OHL)        |
| 16 | Mathew Barzal         | Środkowy        | New York Islanders (za Penguins)3     | Seattle Thunderbirds (WHL)               |
| 17 | Kyle Connor           | Lewoskrzydłowy  | Winnipeg Jets                         | Youngstown Phantoms (USHL)               |
| 18 | Thomas Chabot         | Obrońca         | Ottawa Senators                       | Saint John Sea Dogs (QMJHL)              |
| 19 | Jewgienij Swiecznikow | Lewoskrzydłowy  | Detroit Red Wings                     | Cape Breton Screaming Eagles (QMJHL)     |
| 20 | Joel Eriksson Ek      | Środkowy        | Minnesota Wild                        | Färjestad BK (SHL)                       |
| 21 | Colin White           | Środkowy        | Ottawa Senators (za Islanders)4       | USA Hockey National Team (USHL)          |
| 22 | Ilja Samsonow         | Bramkarz        | Washington Capitals                   | Mietałłurg Magnitogorsk (KHL)            |
| 23 | Brock Boeser          | Prawoskrzydłowy | Vancouver Canucks                     | Waterloo Black Hawks (USHL)              |
| 24 | Travis Konecny        | Środkowy        | Philadelphia Flyers (za Predators)5   | Ottawa 67’s (OHL)                        |
| 25 | Jack Roslovic         | Środkowy        | Winnipeg Jets (za Blues)6             | USA Hockey National Team (USHL)          |
| 26 | Noah Juulsen          | Obrońca         | Montreal Canadiens                    | Everett Silvertips (WHL)                 |
| 27 | Jacob Larsson         | Obrońca         | Anaheim Ducks                         | Frölunda HC (SHL)                        |
| 28 | Anthony Beauvillier   | Lewoskrzydłowy  | New York Islanders (za Rangers)7      | Shawinigan Cataractes (QMJHL)            |
| 29 | Gabriel Carlsson      | Obrońca         | Columbus Blue Jackets (za Lightning)8 | Linköpings HC (SHL)                      |
| 30 | Nick Merkley          | Prawoskrzydłowy | Arizona Coyotes (za Blackhawks)9      | Kelowna Rockets (WHL)                    |

Adnotacje
1. Przekazanie prawa do naboru w pierwszej rundzie dla Boston Bruins jako składowa transferu Milana Lucica do Los Angeles Kings za Martina Jonesa i Colina Millera 26.06.2015.
2. Przekazanie prawa do naboru w pierwszej rundzie dla Boston Bruins jako składowa łączonej transakcji z Calgary Flames i Washington Capitals. W tym transfer Dougie Hamiltona do Calgary 26.06.2015.
3. Przekazanie prawa do naboru w pierwszej rundzie dla New York Islanders jako składowa transferu Griffina Reinharta do Edmonton Oilers 26.06.2015. Edmonton posiadał prawo do tego naboru po transferze Davida Perrona do Pittsburgh Penguins za Roba Klinkhammera 2.01.2015.
4. Przekazanie prawa do naboru w pierwszej rundzie dla Ottawa Senators jako składowa transferu Robina Lehnera i Davida Legwanda do Buffalo Sabres 26.06.2015. Buffalo posiadało prawo do tego naboru po transakcji Thomasa Vanka do New York Islanders za Matta Moulsona 27.10.2013.
5. Przekazanie prawa do naboru w pierwszej rundzie dla Philadelphia Flyers jako składowa wiązanej transakcji z Nashville Predators, Tampa Bay Lightning, Chicago Blackhawks i Toronto Maple Leafs 26.06.2015. W tym transfer Cody Fransona i Mike’a Santorelliego z Toronto do Nashville za Olli Jokinena i Brendana Leipsica 15.02.2015.
6. Przekazanie prawa do naboru w pierwszej rundzie dla Winnipeg Jets jako składowa wiązanej transakcji z St. Louis Blues i Buffalo Sabres. W tym m.in. transfer Evandera Kane z Winnipeg do Buffalo 11.02.2015 i Ryana Millera z Buffalo do St. Louis 28.02.2014.
7. Przekazanie prawa do naboru w pierwszej rundzie dla New York Islanders jako składowa wiązanej transakcji z New York Rangers, Edmonton Oilers, Florida Panthers i Tampa Bay Lightning 26.06.2015. W tym transfer Martina St. Louisa z Tampy do Nowego Jorku za Ryana Callahana 5.03.2014.
8. Przekazanie prawa do naboru w pierwszej rundzie dla Columbus Blue Jackets jako składowa wiązanej transakcji z Tampa Bay Lightning, Toronto Maple Leafs i Philadelphia Flyers 26.06.2015. W tym transfer Braydona Coburna z Filadelfii do Tampy za Radko Gudasa 2.03.2015.
9. Przekazanie prawa do naboru w pierwszej rundzie dla Arizona Coyotes jako składowa transferu Antoine’a Vermette’a do Chicago Blackhawks za Klasa Dahlbecka 28.02.2015.

## Runda 2
| #  | Zawodnik        | Pozycja        | Drużyna NHL                  | Klub macierzysty      |
| -- | --------------- | -------------- | ---------------------------- | --------------------- |
| 35 | Sebastian Aho   | Lewoskrzydłowy | Carolina Hurricanes          | Oulun Kärpät (Liiga)  |
| 59 | Julius Nättinen | Center         | Anaheim Ducks (z NY Rangers) | JYP-Akatemia (Mestis) |

## Runda 3
| #  | Zawodnik             | Pozycja | Drużyna NHL       | Klub macierzysty                |
| -- | -------------------- | ------- | ----------------- | ------------------------------- |
| 74 | Aleksandr Diergaczow | Center  | Los Angeles Kings | SKA-1946 Sankt Petersburg (MHL) |

## Runda 5
| #   | Zawodnik          | Pozycja        | Drużyna NHL                    | Klub macierzysty              |
| --- | ----------------- | -------------- | ------------------------------ | ----------------------------- |
| 127 | Niko Mikkola      | Lewoskrzydłowy | St. Louis Blues (z New Jersey) | Kalpa U20 U20 SM-liiga        |
| 135 | Kiriłł Kaprizow   | Lewoskrzydłowy | Minnesota Wild (z Bruins)1     | Mietałłurg Nowokuźnieck (KHL) |
| 136 | Pawieł Karnauchow | Lewoskrzydłowy | Calgary Flames                 | Calgary Hitmen (WHL)          |

Adnotacje
1. Przekazanie prawa do naboru w piątej rundzie dla Minnesota Wild jako składowa transakcji z Boston Bruins zawartej 27.06.2015.

## Runda 6
| #   | Zawodnik           | Pozycja        | Drużyna NHL           | Klub macierzysty         |
| --- | ------------------ | -------------- | --------------------- | ------------------------ |
| 159 | Władisław Gawrikow | Lewoskrzydłowy | Columbus Blue Jackets | Łokomotiw Jarosław (KHL) |

## Runda 7
| #   | Zawodnik      | Pozycja  | Drużyna NHL         | Klub macierzysty           |
| --- | ------------- | -------- | ------------------- | -------------------------- |
| 188 | Iwan Fiedotow | Bramkarz | Philadelphia Flyers | Rieaktor Niżniekamsk (MHL) |